# Jutta Biallas
Jutta Biallas (* 19. März 1957 in Mölln) ist eine deutsche Politikerin der Grün-Alternativen Liste (GAL).

## Leben und Politik
Biallas schloss ihre Schulzeit mit der mittleren Reife ab und absolvierte im Anschluss eine Ausbildung zur Schriftsetzerin. Bis 1991 arbeitete sie in verschiedenen Bereichen des grafischen Gewerbes. 1991 übernahm sie die Tätigkeit als Geschäftsführerin der GAL-Hamburg.
Sie war für die GAL in der 15. Wahlperiode von 1993 bis 1997 Abgeordnete in der Hamburgischen Bürgerschaft und für ihre Fraktion im Jugend- und Sportausschuss, im Eingabenausschuss sowie im Kulturausschuss.